# 신추구
신추구(한국어: 신구구, 중국어: 新邱区, 병음: Xīnqiū Qū)는 중화인민공화국 랴오닝성 푸신 시의 행정구역이다. 넓이는 128km2이고, 인구는 2007년 기준으로 90,000명이다.

## 행정 구역
4개 가도, 1개 진을 관할한다.
- 가도: 街基街道, 中部街道, 北部街道, 南部街道.
- 진: 长营子镇